# أحمد خليفة
أحمد خليفة  (25 نوفمبر 1945 -)، ممثل سوري واشتهر في العديد من المسلسلات والبرامج.

## السير الذاتية
ولد الفنان أحمد مهدي بدمشق عام 1945م، وهو عضو في نقابة الفنانين السوريين وقد شارك في العديد من الأعمال الفنية السورية أشهرها فيلم (أحلاما لمدينة) ومسلسل (ظرفاء ولكن) وقد حصل على الكثير من الجوائز التقديرية وهو متزوج وله من الأولاد اثنان .

## أعماله
- جنان نسوان 2017
- دنيا 2015 مسلسل أبو كاسم
- طوق البنات 2 مسلسل 2015
- الغربال مسلسل 2014
- حمام شامي مسلسل 2014
- بواب الريح مسلسل 2014
- سنعود بعد قليل مسلسل 2013
- عابد كرمان مسلسل 2011 (عموس)
- الزعيم مسلسل 2011 (أبو عبدو)
- يوميات مدير عام (ج2) مسلسل 2011
- أسعد الوراق مسلسل 2010 (حارس الحارة تيسير)
- أهل الراية ج2: شهامة الرجال مسلسل 2010
- أبو جانتي (ملك التاكسي) مسلسل 2010
- الشام العدية (بيت جدي2) مسلسل 2009 (أبو صطيف)
- باب الحارة 3 مسلسل 2008 (أبو احمد مصلح الكراسي)
- بيت جدي مسلسل 2008 (أبو صطيف)
- الحصرم الشامي ج2 مسلسل 2008 (أبو مسعود)
- ازهار الصداقة فيلم 2008
- بهلول أعقل المجانين (ج2) مسلسل 2008
- أهل الراية مسلسل 2008
- باب الحارة 2 مسلسل 2007 (أبو احمد الزبال)
- جرن الشاويش مسلسل 2007 (شيخ الكتاب)
- كثير من الحب كثير من العنف مسلسل 2007
- هارون مسلسل 2007
- باب الحارة 1 مسلسل 2006 (أبو احمد الزبال)
- بكرا أحلى مسلسل 2005
- العميل 1001 مسلسل 2005
- رجاها مسلسل 2005
- زوج الست مسلسل 2005
- ليالي الصالحية مسلسل 2004
- مرزوق على جميع الجبهات مسلسل 2004
- أبو المفهومية مسلسل 2003
- زمان الصمت مسلسل 2003
- الخوالي مسلسل 2000 (أبو جبري)
- دنيا مسلسل 1999 (أبو قاسم الكوا)
- حي المزار مسلسل 1999 (أبو شكري)
- الحنطة وبس مسلسل 1998
- يوميات جميل وهناء مسلسل 1997
- عيلة 7 نجوم مسلسل 1997
- أحلام أبو الهنا مسلسل 1996
- يوميات مدير عام مسلسل 1996 (عبد العظيم)
- مدير بالصدفة مسلسل 1996
- عيلة 6 نجوم مسلسل 1996
- طرابيش مسلسل 1992
- زوجتي من الهيبز فيلم 1973
- فداك يا فلسطين فيلم 1970
- كحل العيون مسلسل (الحاج أبو منصور)